# Okuru River
Der Okuru River ist ein Fluss in Neuseeland, der in den Neuseeländischen Alpen entspringt und an der Westküste der Südinsel in die Tasmansee mündet.

## Geographie
Die Quelle des Okuru River liegt an der Ostseite des Maori Saddle, an dessen Westseite der Blue River entspringt, südöstlich des 1839 m hohen Mount Actor. Er fließt linksdrehend erst nach Südosten, dann nach Nordwesten und behält diese Fließrichtung entlang der Marks Range bei. Das für etwa zwei Kilometer parallel zur Küstenlinie verlaufende Mündungsgebiet stellt den Zusammenfluss mit dem Turnbull River und dem Hapuka River dar. Der Abfluss in die Tasmansee markiert das nördliche Ende der Jackson Bay/Okahu.

## Infrastruktur
An der Flussmündung liegt die Ortschaft Okuru, die über die Haast-Jackson Bay Road an Hannah’s Clearing im Süden und Haast im Norden angebunden ist. Bei Haast knickt der von Norden kommende New Zealand State Highway 6 von der Küstenlinie in die Südalpen ab. Von Okuru aus folgt eine Straße dem Flusslauf für wenige Kilometer. Daran schließt sich ein Wanderweg an, der dem Fluss folgend ins Gebirge führt.
Abgesehen von den letzten Kilometern im flachen Küstenabschnitt außerhalb der Neuseeländischen Alpen sind der Fluss und sein Einzugsgebiet Teil des Mount-Aspiring-Nationalparks.